# Merano Open
Merano Open – męski turniej tenisowy wchodzący w skład rozgrywek ATP World Tour rozgrywany na nawierzchni ziemnej w Merano w 1999 roku.

## Mecze finałowe

### gra pojedyncza mężczyzn
| Rok  | Zwycięzca        | Finalista    | Wynik         |
| 1999 | Fernando Vicente | Hiszam Arazi | 6:2, 3:6, 7:6 |

### gra podwójna mężczyzn
| Rok  | Zwycięzcy                     | Finaliści                      | Wynik    |
| 1999 | Lucas Arnold Ker Jaime Oncins | Marc-Kevin Goellner Eric Taino | 6:4, 7:6 |